# Stade Poitevin Volley-Ball 2011-2012
Questa voce raccoglie le informazioni riguardanti lo Stade Poitevin Volley-Ball nelle competizioni ufficiali della stagione 2011-2012.

## Organigramma societario
Area direttiva
- Presidente: Jean-Jacques Sallaberry

Area tecnica
- Allenatore: Olivier Lecat
- Allenatore in seconda: David Pomarède

## Rosa
| N° | Nome                | Ruolo | Data di nascita   | Nazionalità sportiva |
| -- | ------------------- | ----- | ----------------- | -------------------- |
| 2  | Carlos Teixeira     | L     | 11 marzo 1976     | Portogallo           |
| 3  | André Lopes         | S     | 12 settembre 1982 | Portogallo           |
| 5  | Wanderson Fernandes | S     | 7 febbraio 1988   | Brasile              |
| 8  | Nuno Pinheiro       | P     | 31 dicembre 1984  | Portogallo           |
| 9  | Jérémy Audric       | P     | 2 aprile 1986     | Francia              |
| 10 | Jean-Philippe Sol   | C     | 1º gennaio 1986   | Francia              |
| 11 | Stéphane Alpha      | C/O   | 12 gennaio 1989   | Francia              |
| 12 | Marc Zopie          | C     | 31 maggio 1987    | Francia              |
| 13 | Julien Pouley       | S     | 12 settembre 1991 | Francia              |
| 14 | Borislav Petrović   | C     | 6 gennaio 1988    | Serbia               |
| 16 | Nicolas Maréchal    | S     | 4 marzo 1987      | Francia              |
| 17 | Oliver Kieffer      | C     | 27 agosto 1979    | Francia              |
| 18 | Miloš Ćulafić       | S/O   | 13 agosto 1986    | Montenegro           |